# Old Escobares (Teksas)
Old Escobares je naseljeno mjesto za statističke potrebe u američkoj saveznoj državi Teksas. Prema popisu stanovništva iz 2010. u njemu je živjelo 97 stanovnika.